# テレビ囲碁アジア選手権戦
テレビ囲碁アジア選手権戦（テレビいごアジアせんしゅけんせん、亚洲杯电视围棋快棋赛、TV 바둑 아시아 선수권대회）は、日本、中国、韓国の棋士による囲碁の国際棋戦。各国のテレビ局主催の早碁棋戦である日本・NHK杯、韓国・KBS杯、中国・CCTV杯（招商銀行杯・中信銀行杯・象嶼杯・浙江平湖当湖十局杯）のそれぞれ上位2名に、前回の優勝者（選手権者）を加えた7人でトーナメント戦を行う（第1回は6名）。事実上、早碁の世界一を決める大会となっている。対局の模様は各テレビ局で放送される。

## 歴代優勝者と決勝戦
（左が優勝者）
- 第1回 1989年 武宮正樹（日本） - 小林覚（日本）
- 第2回 1990年 武宮正樹（日本） - 李昌鎬（韓国）
- 第3回 1991年 武宮正樹（日本） - 曹大元（中国）
- 第4回 1992年 武宮正樹（日本） - 曺薫鉉（韓国）
- 第5回 1993年 依田紀基（日本） - 徐奉洙（韓国）
- 第6回 1994年 大竹英雄（日本） - 銭宇平（中国）
- 第7回 1995年 李昌鎬（韓国） - 曺薫鉉（韓国）
- 第8回 1996年 李昌鎬（韓国） - 劉昌赫（韓国）
- 第9回 1997年 兪斌（中国） - 王立誠（日本）
- 第10回 1998年 依田紀基（日本） - 馬暁春（中国）
- 第11回 1999年 依田紀基（日本） - 李昌鎬（韓国）
- 第12回 2000年 曺薫鉉（韓国） - 李昌鎬（韓国）
- 第13回 2001年 曺薫鉉（韓国） - 睦鎮碩（韓国）
- 第14回 2002年 李昌鎬（韓国） - 曺薫鉉（韓国）
- 第15回 2003年 周鶴洋（中国） - 三村智保（日本）
- 第16回 2004年 兪斌（中国） - 宋泰坤（韓国）
- 第17回 2005年 張栩（日本） - 趙漢乗（韓国）
- 第18回 2006年 王檄（中国） - 李昌鎬（韓国）
- 第19回 2007年 李世乭（韓国） - 陳耀燁（中国）
- 第20回 2008年 李世乭（韓国） - 趙漢乗（韓国）
- 第21回 2009年 孔傑（中国） - 李世乭（韓国）
- 第22回 2010年 孔傑（中国） - 結城聡（日本）
- 第23回 2011年 孔傑（中国） - 白洪淅（韓国）
- 第24回 2012年 白洪淅（韓国） - 孔傑（中国）
- 第25回 2013年 井山裕太（日本） - 朴廷桓（韓国）
- 第26回 2014年 李世乭（韓国）- 河野臨（日本）
- 第27回 2015年 李世乭（韓国）- 朴廷桓（韓国）
- 第28回 2016年 李欽誠（中国）- 申眞諝（韓国）
- 第29回 2017年 羅玄（韓国） - 李世乭（韓国）
- 第30回 2018年 金志錫（韓国） - 羅玄（韓国）
- 第31回 2019年 申眞諝（韓国） -  丁浩（中国）

## 日中テレビ囲碁選手権戦
テレビ囲碁アジア選手権の前身として、日本と中国の代表1名ずつによる「日中テレビ囲碁選手権戦（NHK・CCTV杯）」が、1985年から88年まで行われた。出場選手は、日本からはNHK杯優勝者、中国からは第2回までは中国囲棋協会推薦棋士、3回からはCCTV杯の優勝者。NHKとCCTVの共同製作。
持ち時間は1手30秒の秒読み、途中1分単位で10回の考慮時間。

### 成績
（左が勝者）
1. 1985年 馬暁春 - 橋本昌二
2. 1986年 小林光一 - 聶衛平
3. 1987年 石田芳夫 - 聶衛平
4. 1988年 銭宇平 - 加藤正夫

### 日中テレビ碁
また、この前の1983、84年にも日中対抗の対局がNHKによって行われた。
（左が勝者）
- 1979年 武宮正樹 - 聶衛平
- 1983年 片岡聡 - 馬暁春
- 1984年 聶衛平 - 坂田栄男

## 日韓親善対局
1981年にKBS主催による日韓親善対局が行われ、82年の正月特別番組として放送された。持ち時間は10分、使い切ると1手30秒。
対戦成績（左が勝者）
- 徐奉洙 - 武宮正樹
- 趙治勲 ジゴ 徐能旭（定先）

1985年には韓国文化放送による日韓頂上TV対局が、曺薫鉉と加藤正夫により行われた（曺勝ち）。

## 各回成績
第1回 1989年 8月12日 NHK
| 聶衛平（CCTV杯準優勝）      | 聶                    | 小林 | 武宮正樹 |
| 徐能旭（KBS杯88年度準優勝） | 聶                    | 小林 | 武宮正樹 |
| 小林覚（NHK杯準優勝）       | 小林                  | 小林 | 武宮正樹 |
| 馬暁春（CCTV杯優勝）        | 小林                  | 小林 | 武宮正樹 |
| 武宮正樹（NHK杯優勝）       | 武宮正樹（NHK杯優勝） | 武宮 | 武宮正樹 |
| 金熙中（KBS杯87年度準優勝） |                       | 武宮 | 武宮正樹 |

(金熙中は韓国KBS杯87、88年度優勝者曺薫鉉が不出場のため代理出場）
第2回 1990年 8月12-15日 NHK
| 銭宇平（CCTV杯優勝）   | 銭 | 李   | 武宮正樹 |
| 石田芳夫（NHK杯優勝）  | 銭 | 李   | 武宮正樹 |
| 李昌鎬（KBS杯優勝）    | 李 | 李   | 武宮正樹 |
| 小林覚                 | 李 | 李   | 武宮正樹 |
| 劉小光（CCTV杯準優勝） | 金 | 武宮 | 武宮正樹 |
| 金秀壮（KBS杯準優勝）  | 金 | 武宮 | 武宮正樹 |
| 武宮正樹（前回優勝）   |    | 武宮 | 武宮正樹 |

第3回 1991年 8月27-30日 ソウル市KBS
| 曹大元（CCTV杯準優勝） | 曹   | 曹   | 武宮正樹 |
| 王銘琬（NHK杯準優勝）  | 曹   | 曹   | 武宮正樹 |
| 徐能旭（KBS杯準優勝）  | 徐   | 曹   | 武宮正樹 |
| 馬暁春（CCTV杯優勝）   | 徐   | 曹   | 武宮正樹 |
| 依田紀基（NHK杯優勝）  | 依田 | 武宮 | 武宮正樹 |
| 曺薫鉉（KBS杯優勝）    | 依田 | 武宮 | 武宮正樹 |
| 武宮正樹（前回優勝）   |      | 武宮 | 武宮正樹 |

第4回 1992年 8月20-23日 NHK
| 聶衛平（CCTV杯準優勝） | 王 | 曺   | 武宮正樹 |
| 王立誠（NHK杯準優勝）  | 王 | 曺   | 武宮正樹 |
| 曺薫鉉（KBS杯優勝）    | 曺 | 曺   | 武宮正樹 |
| 趙治勲（NHK杯優勝）    | 曺 | 曺   | 武宮正樹 |
| 馬暁春（CCTV杯優勝）   | 馬 | 武宮 | 武宮正樹 |
| 徐能旭（KBS杯準優勝）  | 馬 | 武宮 | 武宮正樹 |
| 武宮正樹（前回優勝）   |    | 武宮 | 武宮正樹 |

第5回 1993年 7月27-30日 CCTV
| 聶衛平（CCTV杯優勝）    | 聶   | 依田 | 依田紀基 |
| 加藤正夫（NHK杯準優勝） | 聶   | 依田 | 依田紀基 |
| 依田紀基（NHK杯優勝）   | 依田 | 依田 | 依田紀基 |
| 李昌鎬（KBS杯優勝）     | 依田 | 依田 | 依田紀基 |
| 徐奉洙（KBS杯準優勝）   | 徐   | 徐   | 依田紀基 |
| 馬暁春（CCTV杯準優勝）  | 徐   | 徐   | 依田紀基 |
| 武宮正樹（前回優勝）    |      | 徐   | 依田紀基 |

第6回 1994年 7月20-23日 KBS釜山放送総局
| 曺薫鉉（CCTV杯優勝）    | 加藤 | 大竹 | 大竹英雄 |
| 加藤正夫（NHK杯準優勝） | 加藤 | 大竹 | 大竹英雄 |
| 馬暁春（CCTV杯優勝）    | 大竹 | 大竹 | 大竹英雄 |
| 大竹英雄（NHK杯優勝）   | 大竹 | 大竹 | 大竹英雄 |
| 劉昌赫（KBS杯準優勝）   | 銭   | 銭   | 大竹英雄 |
| 銭宇平（CCTV杯準優勝）  | 銭   | 銭   | 大竹英雄 |
| 依田紀基（前回優勝）    |      | 銭   | 大竹英雄 |

第7回 1995年 7月10-14日 浦安シェラトングランドトウキョウベイホテル
| 清成哲也（NHK杯準優勝） | 馬 | 李 | 李昌鎬 |
| 馬暁春（CCTV杯優勝）    | 馬 | 李 | 李昌鎬 |
| 小林覚（NHK杯優勝）     | 李 | 李 | 李昌鎬 |
| 李昌鎬（CCTV杯優勝）    | 李 | 李 | 李昌鎬 |
| 曺薫鉉（KBS杯準優勝）   | 曺 | 曺 | 李昌鎬 |
| 聶衛平（CCTV杯準優勝）  | 曺 | 曺 | 李昌鎬 |
| 大竹英雄（前回優勝）    |    | 曺 | 李昌鎬 |

第8回 1996年 5月1-4日 青島海天大飯店
| 徐奉洙（KBS杯準優勝） | 曹   | 劉 | 李昌鎬 |
| 曹大元（CCTV杯優勝）  | 曹   | 劉 | 李昌鎬 |
| 趙治勲（NHK杯優勝）   | 劉   | 劉 | 李昌鎬 |
| 劉昌赫（KBS杯優勝）   | 劉   | 劉 | 李昌鎬 |
| 小林覚（NHK杯準優勝） | 小林 | 李 | 李昌鎬 |
| 王磊（CCTV杯準優勝）  | 小林 | 李 | 李昌鎬 |
| 李昌鎬（前回優勝）    |      | 李 | 李昌鎬 |

第9回 1997年 5月12-15日 慶州現代ホテル
| 曺薫鉉（KBS杯優勝）     | 聶 | 王 | 兪斌 |
| 聶衛平（CCTV杯優勝）    | 聶 | 王 | 兪斌 |
| 鄭壽鉉（KBS杯準優勝）   | 王 | 王 | 兪斌 |
| 王立誠（NHK杯優勝）     | 王 | 王 | 兪斌 |
| 小林光一（NHK杯準優勝） | 兪 | 兪 | 兪斌 |
| 兪斌（CCTV杯準優勝）    | 兪 | 兪 | 兪斌 |
| 李昌鎬（前回優勝）      |    | 兪 | 兪斌 |

第10回 1998年 8月12-15日 千葉市ホテルニューオータニ幕張
| 曺薫鉉（KBS杯優勝）     | 曺   | 馬   | 依田紀基 |
| 曹大元（CCTV杯優勝）    | 曺   | 馬   | 依田紀基 |
| 本田邦久（NHK杯準優勝） | 馬   | 馬   | 依田紀基 |
| 馬暁春（CCTV杯準優勝）  | 馬   | 馬   | 依田紀基 |
| 依田紀基（NHK杯優勝）   | 依田 | 依田 | 依田紀基 |
| 李昌鎬（KBS杯準優勝）   | 依田 | 依田 | 依田紀基 |
| 兪斌（前回優勝）        |      | 依田 | 依田紀基 |

第11回 1999年 5月26-29日 天津市凱悦飯店
| 東野弘昭（NHK杯準優勝）         | 李   | 李   | 依田紀基 |
| 李昌鎬（KBS杯優勝）             | 李   | 李   | 依田紀基 |
| 劉菁（CCTV杯準優勝）            | 武宮 | 李   | 依田紀基 |
| 武宮正樹（NHK杯ベスト4）        | 武宮 | 李   | 依田紀基 |
| 鄭壽鉉（KBS杯準優勝）           | 常   | 依田 | 依田紀基 |
| 常昊（CCTV杯優勝）              | 常   | 依田 | 依田紀基 |
| 依田紀基（前回優勝・NHK杯優勝） |      | 依田 | 依田紀基 |

第12回 2000年 5月28-31日 慶州市ホテル・ヒュンダイ
| 曺薫鉉（CCTV杯優勝）            | 曺 | 曺 | 曺薫鉉 |
| 柳時熏（NHK杯ベスト4）          | 曺 | 曺 | 曺薫鉉 |
| 丁偉（CCTV杯優勝）              | 丁 | 曺 | 曺薫鉉 |
| 今村俊也（NHK杯準優勝）         | 丁 | 曺 | 曺薫鉉 |
| 李昌鎬（CCTV杯準優勝）          | 李 | 李 | 曺薫鉉 |
| 羅洗河（CCTV杯準優勝）          | 李 | 李 | 曺薫鉉 |
| 依田紀基（前回優勝・NHK杯優勝） |    | 李 | 曺薫鉉 |

第13回 2001年 5月7-10日 静岡県小山町経団連ゲストハウス
| 胡耀宇（CCTV杯優勝）   | 睦 | 睦 | 曺薫鉉 |
| 睦鎮碩（CCTV杯優勝）   | 睦 | 睦 | 曺薫鉉 |
| 李昌鎬（KBS杯準優勝）  | 趙 | 睦 | 曺薫鉉 |
| 趙治勲（NHK杯準優勝）  | 趙 | 睦 | 曺薫鉉 |
| 馬暁春（CCTV杯準優勝） | 馬 | 曺 | 曺薫鉉 |
| 石田芳夫（NHK杯優勝）  | 馬 | 曺 | 曺薫鉉 |
| 曺薫鉉（前回優勝）     |    | 曺 | 曺薫鉉 |

第14回 2002年 5月7-10日 北京市華潤飯店
| 李世乭（KBS杯準優勝）    | 李世 | 李昌 | 李昌鎬 |
| 馬暁春（招商銀行杯優勝） | 李世 | 李昌 | 李昌鎬 |
| 羽根直樹（NHK杯準優勝）  | 李昌 | 李昌 | 李昌鎬 |
| 李昌鎬（KBS杯優勝）      | 李昌 | 李昌 | 李昌鎬 |
| 丁偉（招商銀行杯準優勝） | 張   | 曺   | 李昌鎬 |
| 張栩（NHK杯優勝）        | 張   | 曺   | 李昌鎬 |
| 曺薫鉉（前回優勝）       |      | 曺   | 李昌鎬 |

第15回 2003年 9月4-7日 ソウル市メイフィールドホテル
| 李相勲（KBS杯準優勝）    | 王   | 周   | 周鶴洋 |
| 王立誠（NHK杯準優勝）    | 王   | 周   | 周鶴洋 |
| 周鶴洋（招商銀行杯優勝） | 周   | 周   | 周鶴洋 |
| 江鋳久（KBS杯3位）       | 周   | 周   | 周鶴洋 |
| 三村智保（NHK杯優勝）    | 三村 | 三村 | 周鶴洋 |
| 彭筌（招商銀行杯準優勝） | 三村 | 三村 | 周鶴洋 |
| 李昌鎬（前回優勝）       |      | 三村 | 周鶴洋 |

第16回 2004年 5月11-14日 NHK
| 兪斌（招商銀行杯準優勝） | 兪 | 兪 | 兪斌 |
| 朴炳奎（KBS杯準優勝）    | 兪 | 兪 | 兪斌 |
| 古力（招商銀行杯優勝）   | 趙 | 兪 | 兪斌 |
| 趙治勲（NHK杯準優勝）    | 趙 | 兪 | 兪斌 |
| 宋泰坤（KBS杯優勝）      | 宋 | 宋 | 兪斌 |
| 小林光一（NHK杯優勝）    | 宋 | 宋 | 兪斌 |
| 周鶴洋（前回優勝）       |    | 宋 | 兪斌 |

第17回 2005年 6月14-17日 北京市
| 古力（招商銀行杯準優勝） | 依田 | 趙 | 張栩 |
| 依田紀基（NHK杯準優勝）  | 依田 | 趙 | 張栩 |
| 趙漢乗（KBS杯準優勝）    | 趙   | 趙 | 張栩 |
| 劉星（招商銀行杯優勝）   | 趙   | 趙 | 張栩 |
| 李昌鎬（KBS杯優勝）      | 張   | 張 | 張栩 |
| 張栩（NHK杯優勝）        | 張   | 張 | 張栩 |
| 兪斌（前回優勝）         |      | 張 | 張栩 |

第18回 2006年 8月8-11日 ソウル市
| 羅洗河（招商銀行杯優勝） | 羽根 | 李 | 王檄 |
| 羽根直樹（NHK杯優勝）    | 羽根 | 李 | 王檄 |
| 李昌鎬（KBS杯優勝）      | 李   | 李 | 王檄 |
| 今村俊也（NHK杯準優勝）  | 李   | 李 | 王檄 |
| 劉昌赫（KBS杯準優勝）    | 王   | 王 | 王檄 |
| 王檄（招商銀行杯準優勝） | 王   | 王 | 王檄 |
| 張栩（前回優勝）         |      | 王 | 王檄 |

第19回 2007年 6月11-14日 NHK
| 陳耀燁（招商銀行杯準優勝） | 陳 | 陳 | 李世乭 |
| 趙治勲（NHK杯優勝）        | 陳 | 陳 | 李世乭 |
| 崔哲瀚（KBS杯準優勝）      | 崔 | 陳 | 李世乭 |
| 朴文尭（招商銀行杯優勝）   | 崔 | 陳 | 李世乭 |
| 李世乭（KBS杯優勝）        | 李 | 李 | 李世乭 |
| 結城聡（NHK杯準優勝）      | 李 | 李 | 李世乭 |
| 王檄（前回優勝）           |    | 李 | 李世乭 |

第20回 2008年 6月1-4日 北京市
| 李喆（招商銀行杯準優勝） | 趙 | 趙 | 李世乭 |
| 趙漢乗（KBS杯準優勝）    | 趙 | 趙 | 李世乭 |
| 李昌鎬（KBS杯優勝）      | 李 | 趙 | 李世乭 |
| 趙治勲（NHK杯準優勝）    | 李 | 趙 | 李世乭 |
| 謝赫（招商銀行杯優勝）   | 謝 | 李 | 李世乭 |
| 張栩（NHK杯優勝）        | 謝 | 李 | 李世乭 |
| 李世乭（前回優勝）       |    | 李 | 李世乭 |

第21回 2009年 6月9-12日 ソウル市メイフィールドホテル
| 李昌鎬（KBS杯優勝）      | 李 | 孔 | 孔傑 |
| 結城聡（NHK杯優勝）      | 李 | 孔 | 孔傑 |
| 姜東潤（KBS杯準優勝）    | 孔 | 孔 | 孔傑 |
| 孔傑（招商銀行杯優勝）   | 孔 | 孔 | 孔傑 |
| 武宮正樹（NHK杯準優勝）  | 周 | 李 | 孔傑 |
| 周鶴洋（招商銀行杯優勝） | 周 | 李 | 孔傑 |
| 李世乭（前回優勝）       |    | 李 | 孔傑 |

第22回 2010年 6月1-3日 京都市ホテルオークラ別邸粟田山荘
| 陳耀燁（招商銀行杯優勝）   | 結城 | 結城 | 孔傑 |
| 結城聡（NHK杯優勝）        | 結城 | 結城 | 孔傑 |
| 姜東潤（KBS杯準優勝）      | 姜   | 結城 | 孔傑 |
| 古霊益（招商銀行杯準優勝） | 姜   | 結城 | 孔傑 |
| 李昌鎬（KBS杯優勝）        | 李   | 孔   | 孔傑 |
| 井山裕太（NHK杯準優勝）    | 李   | 孔   | 孔傑 |
| 孔傑（前回優勝）           |      | 孔   | 孔傑 |

第23回 2011年 6月7-10日 北京市長安大飯店
| 鍾文靖（招商銀行杯優勝） | 白   | 白 | 孔傑 |
| 白洪淅（KBS杯準優勝）    | 白   | 白 | 孔傑 |
| 王磊（CCTV杯準優勝）     | 王   | 白 | 孔傑 |
| 依田紀基（NHK杯準優勝）  | 王   | 白 | 孔傑 |
| 朴廷桓（KBS杯優勝）      | 山田 | 孔 | 孔傑 |
| 山田規三生（NHK杯優勝）  | 山田 | 孔 | 孔傑 |
| 孔傑（前回優勝）         |      | 孔 | 孔傑 |

第24回 2012年 8月14-17日 ソウル市メイフィールドホテル
| 白洪淅（KBS杯準優勝）    | 白 | 白 | 白洪淅 |
| 連笑（中信銀行杯準優勝） | 白 | 白 | 白洪淅 |
| 結城聡（NHK杯優勝）      | 柁 | 白 | 白洪淅 |
| 柁嘉熹（中信銀行杯優勝） | 柁 | 白 | 白洪淅 |
| 朴廷桓（KBS杯優勝）      | 朴 | 孔 | 白洪淅 |
| 羽根直樹（NHK杯準優勝）  | 朴 | 孔 | 白洪淅 |
| 孔傑（前回優勝）         |    | 孔 | 白洪淅 |

第25回 2013年 6月28-30日 東京都ホテルニューオータニ
| 王檄（中信銀行杯優勝）     | 王   | 井山 | 井山裕太 |
| 李世乭（KBS杯3位）         | 王   | 井山 | 井山裕太 |
| 井山裕太（NHK杯準優勝）    | 井山 | 井山 | 井山裕太 |
| 李昌鎬（KBS杯準優勝）      | 井山 | 井山 | 井山裕太 |
| 江維傑（中信銀行杯準優勝） | 結城 | 朴   | 井山裕太 |
| 結城聡（NHK杯優勝）        | 結城 | 朴   | 井山裕太 |
| 朴廷桓（KBS杯優勝）        |      | 朴   | 井山裕太 |

第26回 2014年 8月16-19日 北京市長安大飯店
| 朴廷桓（KBS杯準優勝）      | 朴   | 河野 | 李世乭 |
| 結城聡（NHK杯優勝）        | 朴   | 河野 | 李世乭 |
| 李欽誠（中信銀行杯優勝）   | 河野 | 河野 | 李世乭 |
| 河野臨（NHK杯準優勝）      | 河野 | 河野 | 李世乭 |
| 陶欣然（中信銀行杯準優勝） | 李   | 李   | 李世乭 |
| 李世乭（KBS杯優勝）        | 李   | 李   | 李世乭 |
| 井山裕太（前回優勝）       |      | 李   | 李世乭 |

第27回 2015年 8月25-28日 ソウル市長安大飯店
| 李東勲（KBS杯優勝）    | 李 | 朴 | 李世乭 |
| 伊田篤史（NHK杯優勝）  | 李 | 朴 | 李世乭 |
| 朴廷桓（KBS杯準優勝）  | 朴 | 朴 | 李世乭 |
| 廖行文（選抜戦勝抜き） | 朴 | 朴 | 李世乭 |
| 楊鼎新（選抜戦勝抜き） | 楊 | 李 | 李世乭 |
| 一力遼（NHK杯準優勝）  | 楊 | 李 | 李世乭 |
| 李世乭（前回優勝）     |    | 李 | 李世乭 |

第28回 2016年 9月2-4日 東京
| 朴廷桓（KBS杯優勝）             | 朴   | 申   | 李欽誠 |
| 寺山怜（NHK杯準優勝）           | 朴   | 申   | 李欽誠 |
| 申眞諝（KBS杯3位）              | 申   | 申   | 李欽誠 |
| 羋昱廷（象嶼杯優勝）            | 申   | 申   | 李欽誠 |
| 張栩（NHK杯優勝）               | 李欽 | 李欽 | 李欽誠 |
| 李欽誠（象嶼杯準優勝）          | 李欽 | 李欽 | 李欽誠 |
| 李世乭（前回優勝、KBS杯準優勝） |      | 李欽 | 李欽誠 |

第29回 2017年 9月15-17日 浙江省平湖市
| 一力遼（NHK杯準優勝）      | 一力遼 | 羅玄   | 羅玄 |
| 張涛（当湖十局杯優勝）     | 一力遼 | 羅玄   | 羅玄 |
| 李軒豪（当湖十局杯準優勝） | 羅玄   | 羅玄   | 羅玄 |
| 羅玄（KBS杯準優勝）        | 羅玄   | 羅玄   | 羅玄 |
| 井山裕太（NHK杯優勝）      | 李世乭 | 李世乭 | 羅玄 |
| 李世乭（KBS杯優勝）        | 李世乭 | 李世乭 | 羅玄 |
| 李欽誠（前回優勝）         |        | 李世乭 | 羅玄 |

第30回 2018年5月1-4日 ソウル市
| 朴廷桓（KBS杯優勝）        | 朴 | 金 | 金志錫 |
| 志田達哉（NHK杯準優勝）    | 朴 | 金 | 金志錫 |
| 金志錫（KBS杯準優勝）      | 金 | 金 | 金志錫 |
| 范蘊若（当湖十局杯準優勝） | 金 | 金 | 金志錫 |
| 井山裕太（NHK杯優勝）      | 范 | 羅 | 金志錫 |
| 范廷鈺（当湖十局杯優勝）   | 范 | 羅 | 金志錫 |
| 羅玄（前回優勝）           |    | 羅 | 金志錫 |

第31回 2019年6月21-23日 東京都ホテル椿山荘東京
| 申眞諝（KBS杯3位）         | 申眞 | 申眞 | 申眞諝 |
| 許嘉陽（当湖十局杯準優勝） | 申眞 | 申眞 | 申眞諝 |
| 井山裕太（NHK杯優勝）      | 申旻 | 申眞 | 申眞諝 |
| 申旻埈（KBS杯優勝）        | 申旻 | 申眞 | 申眞諝 |
| 一力遼（NHK杯準優勝）      | 丁   | 丁   | 申眞諝 |
| 丁浩（当湖十局杯優勝）     | 丁   | 丁   | 申眞諝 |
| 金志錫（前回優勝）         |      | 丁   | 申眞諝 |

（申眞諝はKBS杯準優勝の朴廷桓の代わりに出場）